# 祖巴希
51°45′2″N 30°48′21″E / 51.75056°N 30.80583°E
祖巴希（烏克蘭語：Зубахи），是烏克蘭北部的村莊，隸屬切爾尼希夫州的切爾尼希夫區。該村始建於1876年，面積1.24平方公里，海拔高度150米，2001年人口88，人口密度每平方公里71人。